# Sterpenich
Sterpenich (Luxemburgs: Sterpenech) is een plaats in de deelgemeente Autelbas van de stad Aarlen in de Belgische provincie Luxemburg. Het ligt nabij de grens met het Groothertogdom Luxemburg.

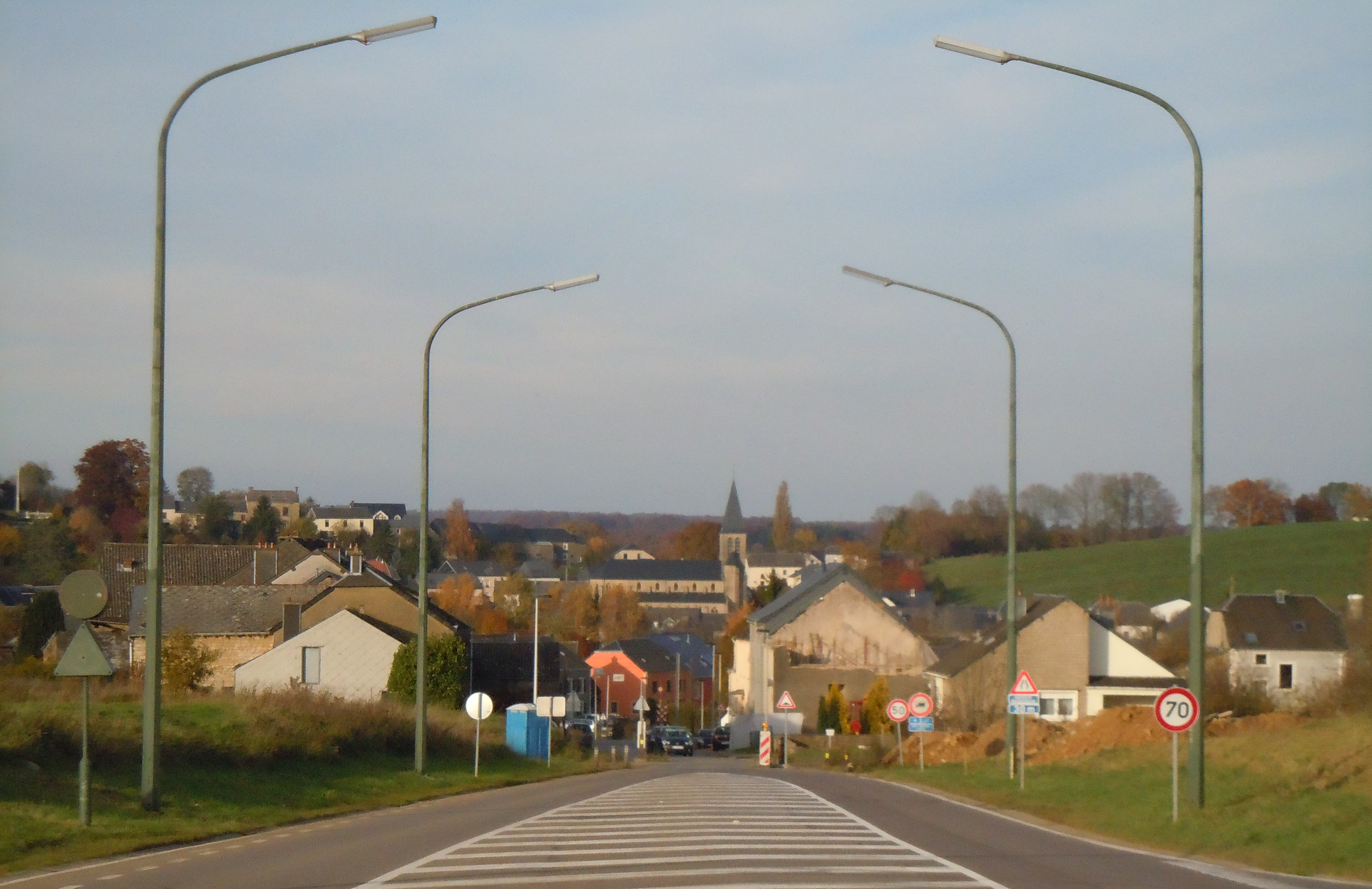
Sterpenich, gezien vanuit het zuiden.

Deelgemeenten: Aarlen · Autelbas-Barnich · Bonnert · Guirsch · Heinsch · Toernich

Overige kernen: Autelhaut · Barnich · Clairefontaine · Fouches · Frassem · Freylange · Heckbous · Rosenberg · Sampont · Schoppach · Sesselich · Seymerich · Stehnen · Sterpenich · Stockem · Udange · Viville · Waltzing · Weyler · Wolberg

Belgische gemeenten · Arrondissement Aarlen · Luxemburg · Wallonië